# Albert-Marie de Monléon
Albert-Marie Joseph Cyrille de Monléon (Parigi, 20 gennaio 1937 – Parigi, 29 aprile 2019) è stato un vescovo cattolico francese.

## Biografia
Nato da antica famiglia nobile di origine italiana (naturalizzata francese da Luigi XIII nel 1643), condusse studi secondari nei celebri Liceo Condorcet e Liceo Louis-le-Grand di Parigi, approdando all'Istituto Cattolico ed in seguito alla Facoltà Domenicana di Filosofia e Teologia del Saulchoir à Étiolles, dove si laureò in teologia.
Venne ordinato sacerdote il 5 luglio 1964 per i Domenicani, nel quale era entrato fin dal 1957. Fu eletto da Giovanni Paolo II alla sede di Pamiers il 5 agosto 1988 e consacrato vescovo il 1º ottobre dello stesso anno. Il 17 agosto 1999 fu nominato alla sede di Meaux, di cui è stato pastore fino al 9 agosto 2012.
Molto attivo nel ministero sacerdotale e negli studi teologici, dal 1968 al 1988 fu membro del Centro Studi Teologici Istina. Fu inoltre responsabile della pastorale dei preti e dei seminaristi della Comunità dell'Emmanuele dal 1983 al 1988.
Una volta vescovo fu coinvolto nelle attività della Conferenza dei Vescovi di Francia, di cui divenne ben presto autorevole membro, prima come presidente della Commissione della Liturgia e della Pastorale Sacramentale e poi come componente della Commissione Dottrinale, di cui ha fatto parte fino al 2011.
Durante il suo mandato si segnalò nel 2006, quando divenne il primo vescovo cattolico ad a costituirsi parte civile in un processo contro un prete della sua diocesi, che era stato accusato di abusi sessuali. Un tentativo riuscito rispetto a quello tentato anni prima da un altro vescovo francese, Mons. Joseph Doré, arcivescovo di Strasburgo, che aveva fatto richiesta di costituirsi parte civile in un processo analogo.

## Genealogia episcopale
La genealogia episcopale è:
- Cardinale Scipione Rebiba
- Cardinale Giulio Antonio Santori
- Cardinale Girolamo Bernerio, O.P.
- Vescovo Claudio Rangoni
- Arcivescovo Wawrzyniec Gembicki
- Arcivescovo Jan Wężyk
- Vescovo Piotr Gembicki
- Vescovo Jan Gembicki
- Vescovo Bonawentura Madaliński
- Vescovo Jan Małachowski
- Arcivescovo Stanisław Szembek
- Vescovo Felicjan Konstanty Szaniawski
- Vescovo Andrzej Stanisław Załuski
- Arcivescovo Adam Ignacy Komorowski
- Arcivescovo Władysław Aleksander Łubieński
- Vescovo Andrzej Stanisław Młodziejowski
- Arcivescovo Kasper Kazimierz Cieciszowski
- Vescovo Franciszek Borgiasz Mackiewicz
- Vescovo Michał Piwnicki
- Arcivescovo Ignacy Ludwik Pawłowski
- Arcivescovo Kazimierz Roch Dmochowski
- Arcivescovo Wacław Żyliński
- Vescovo Aleksander Kazimierz Bereśniewicz
- Arcivescovo Szymon Marcin Kozłowski
- Vescovo Mečislovas Leonardas Paliulionis
- Arcivescovo Bolesław Hieronim Kłopotowski
- Arcivescovo Jerzy Józef Elizeusz Szembek
- Vescovo Stanisław Kazimierz Zdzitowiecki
- Cardinale Aleksander Kakowski
- Papa Pio XI
- Cardinale Jean Verdier, P.S.S.
- Arcivescovo Charles-Albert Gounot, C.M
- Arcivescovo Paul Perrin
- Arcivescovo André Collini
- Vescovo Albert-Marie de Monléon, O.P.